# Instandhaltungsstrategie
Die Instandhaltungsstrategie beschreibt die Vorgehensweise und Methodik zur Erreichung der Instandhaltungsziele. Instandhaltungsziele können bspw. die Erhaltung eines festgelegten Zustands bzw. die Verlängerung der Nutzungsdauer einer Immobilie oder einer Maschine unter Berücksichtigung eines vorgegebenen Budgets sein. Instandhaltungsstrategien können in folgende Klassen unterteilt werden:
- schadensabhängige Instandhaltung
- vorbeugende Instandhaltung
- prädiktive Instandhaltung

## Schadensabhängige Instandhaltungsstrategie
Bei einer schadensabhängigen Instandhaltungsstrategie (auch ausfallbedingte Instandhaltungsstrategie; engl. breakdown maintenance) werden Instandhaltungsmaßnahmen erst dann durchgeführt, wenn am Instandhaltungsobjekt bereits ein Schaden aufgetreten ist oder das Objekt komplett ausgefallen ist oder mechanisch versagt hat.
Ein Ausfall des Instandhaltungsobjektes wird bei dieser Instandhaltungsstrategie bewusst in Kauf genommen. Es finden keine vorbeugenden Instandhaltungsmaßnahmen statt – der primäre Fokus liegt auf der Schadensbeseitigung.
Der Einsatz dieser Strategie bietet sich an, wenn keine Daten über den Zustand bzw. das Abnutzungsverhalten des Instandhaltungsobjektes vorliegen.
Ein Nachteil der schadensabhängigen Instandhaltungsstrategie liegt im unvorhersehbaren Ausfall des Instandhaltungsobjektes. Infolge möglicherweise fehlender Ersatzteile kann die Ausfallzeit lange sein und es müssen Nachteile einer schnellen Beschaffung in kauf genommen werden.

## Vorbeugende Instandhaltungsstrategien
Ziel vorbeugender Instandhaltungsstrategien (engl. preventive maintenance) ist die Schadensvorbeugung und Vermeidung bzw. Minimierung von Ausfällen und der Auswirkungen auf den Fertigungsfluss sowie kurze Instandsetzungszeiten an den Maschinen. Dies wird erreicht, durch die Umsetzung von geplanten, präventiven, in festgelegten Abständen oder nach vorgeschriebenen Kriterien durchzuführenden Instandhaltungsmaßnahmen.
Für die Umsetzung dieser Ziele reicht es jedoch nicht aus, lediglich Wartungsaufgaben zu definieren und durchzuführen oder regelmäßige Inspektionen durchzuführen, sondern ebenfalls von großer Bedeutung ist eine reibungslose Ersatzteilversorgung. Dabei sollte das Unternehmen allerdings hohe Ersatzteilbestände vermeiden und nur jene Bauteile als Ersatzteile lagern, die zur Erhaltung der erforderlichen Maschinenverfügbarkeit notwendig sind. Hierbei helfen Erfahrungswerte, ein Instandhaltungsplanungs- und -steuerungssystem (IPS) oder Absprachen mit dem Anlagenlieferanten über die Vorhaltung von Ersatzteilen. Auch Teleservice kann helfen, Stillstandszeiten zu minimieren.
Vorteile gegenüber schadensabhängigen Instandhaltungsstrategien sind die Planbarkeit der Instandhaltungsmaßnahmen und die dadurch geringere Ausfallzeit und höhere Verfügbarkeit.
Die vorbeugenden Instandhaltungsstrategien können differenziert werden, in Instandhaltungsarten.

### Präventive Instandhaltung
Die präventive Instandhaltung bezeichnet die Instandhaltung zur Reduzierung und Abbau der Ausfallwahrscheinlichkeiten eines zu instandhaltenden Objektes durch Beurteilung.

### Vorausbestimmte Instandhaltung
Bei der vorausbestimmten Instandhaltung (auch zeitorientierte Instandhaltung; engl. time-based maintenance) werden Instandhaltungsmaßnahmen in regelmäßigen Zeitabständen durchgeführt. Ein Beispiel stellt eine regelmäßige Wartung (z. B. Ölwechsel alle 12 Monate) dar.
Nachteilig an dieser Strategie ist, dass Maßnahmen am Instandhaltungsobjekt unabhängig von deren Zustand und z. B. zu häufig durchgeführt werden. Der Abnutzungsvorrat wird nicht ausgeschöpft.

### Zustandsorientierte Instandhaltung
Im Gegensatz zur vorausbestimmten Instandhaltung wird bei der zustandsorientierten Instandhaltung in regelmäßigen Abständen (z. B. durch Inspektion) oder dauerhaft (z. B. Condition-Monitoring) der Zustand des Instandhaltungsobjektes überprüft und Instandhaltungsmaßnahmen nur bei Bedarf durchgeführt.
Beispielsweise kann der Zustand einer Maschine durch regelmäßige Inspektionen (jährlich, monatlich, wöchentlich etc.) kontrolliert werden. Fallen hierbei Abweichungen vom Soll-Zustand auf, kann eine Instandsetzungsmaßnahme (z. B. Wartung: Ölwechsel) gezielt geplant und durchgeführt werden, bevor es zu einem Ausfall kommt.
Hauptnachteil ist der hohe Aufwand zur Durchführung der Inspektionen vor allem bei Anlagen mit sehr vielen Instandhaltungsobjekten.

## Prädiktive Instandhaltungsstrategien
Die prädiktive Instandhaltung (engl. predictive maintenance) leitet sich aus dem gegenwärtigen qualitativen Zustand (dem Ist-Abnutzungsvorrat) und einem vorhergesagten Abnutzungsverlauf von technischen Systemen ab. Der Abnutzungsverlauf lässt sich auf Grundlage von negativen Einflussgrößen (sogenannten Verschlechterungsparametern) vorhersagen.  Auf Grundlage von potentieller Instandhaltungsmaßnahmen und der Berücksichtigung einer vorgegebenen Nutzungsdauer sowie die Vorgabe eines Rest- bzw. Mindest-Abnutzungsvorrats kann eine Instandhaltung geplant und durchgeführt werden.
Gegenüber der zustandsorientierten und der voraussagenden Instandhaltungsstrategie werden innerhalb der prädiktiven Instandhaltung die folgenden zusätzlichen Gegebenheiten berücksichtigt:
- Ermittlung optimaler Instandhaltungszeitpunkte und -maßnahmen unter wirtschaftlichen Gesichtspunkten durch Variantenvergleich der Instandhaltungsmaßnahmen in der Planungsphase
- Option der kostenoptimalen Agglomeration (Bündelung) verschiedener bauelementbetreffender Instandhaltungsmaßnahmen
- Vorgabe der Nutzungsdauer des Instandhaltungsobjekts
- Gegebenenfalls Vorgabe eines Mindest-Abnutzungsvorrats des Instandhaltungsobjekts
- Gegebenenfalls Vorgabe eines Rest-Abnutzungsvorrats des Instandhaltungsobjekts.[4]